# Anatolij Belaj
Anatolij Hryhorowycz Belaj, ukr. Анатолій Григорович Беляй, ros. Анатолий Григорьевич Беляй, Anatolij Grigorjewicz Bielaj (ur. 8 lutego 1965 w Kijowie) – ukraiński piłkarz, grający na pozycji obrońcy, trener piłkarski.

## Kariera piłkarska
Wychowanek Szkoły Sportowej Łokomotyw Kijów. Pierwszy trener W.Rybałow. W 1983 rozpoczął karierę piłkarską w drużynie rezerw Podilla Chmielnicki. W 1984 został powołany do służby wojskowej, podczas której występował w drużynie piłkarskiej Chmielnickiej Wyższej Artyleryjskiej Szkoły Przywódców. Po zwolnieniu z wojska powrócił do Podilla Chmielnicki. W 1988 roku najpierw bronił barw Awanhardu Równe, a latem został zaproszony do Okieanu Nachodka, gdzie otrzymał wysokie wynagrodzenie. Jego grę zauważyli skauci Spartaka Moskwa, ale w 1990 zgodził się na propozycję Tirasu Tyraspol. W 1991 przeniósł się do Zarii Bielce. Po rozpadzie ZSRR w 1992 ponownie został piłkarzem Podilla Chmielnicki. Latem 1993 przeszedł do Metałurha Zaporoże. Podczas przerwy zimowej sezonu 1994/95 powrócił do klubu z Bielc, który już nazywał się Olimpia Bielce. W 1996 do jesieni grał w Szachtarze Makiejewka. W 1997 wyjechał do Kazachstanu, gdzie zasilił skład Wostok Ust'-Kamenogorsk, w którym zakończył karierę piłkarza.

## Kariera trenerska
Po zakończeniu kariery piłkarza rozpoczął pracę szkoleniowca. Najpierw trenował amatorski zespół Zirka Zaporoże. W lipcu 2000 dołączył do sztabu szkoleniowego Metałurha Zaporoże. Najpierw pomagał trenować drugą drużynę klubu, a od lipca do końca 2005 stał na jej czele. Potem pomagał trenować pierwszą drużynę zaporoskiego Metałurha. 31 października 2008 przeniósł się do sztabu szkoleniowego Metałurha z Doniecka. Od 23 kwietnia do 25 października 2010 prowadził Feniks-Illiczoweć Kalinine. Od 4 lutego do 12 lipca 2011 stał na czele Desny Czernihów. Od 2012 pracował na stanowisku dyrektora technicznego w Kazachskiej Federacji Futbolu.

## Sukcesy i odznaczenia

### Sukcesy trenerskie
Metałurh Zaporoże U-21
- wicemistrz Ukrainy wśród drużyn młodzieżowych: 2007/08